# Катастрофа Ан-2 в Сеченово
Катастрофа Ан-2 в Сеченово — авиационная катастрофа, произошедшая в понедельник 1 мая 1989 года в селе Сеченово (Горьковская область). Самолёт Ан-2Р Горьковского ОАО предприятия «Аэрофлот» выполнял агитационный рейс по маршруту Сеченово — Сеченово, но вскоре после взлёта лайнер зацепил деревья, после чего упал на землю и полностью разрушился. Погибли все 5 человек на борту — 3 пассажира и 2 члена экипажа.

## Самолёт
Ан-2Р с бортовым номером СССР-70225 (заводской — 1G138-43)  был выпущен в 1972 году.  Точных данных о числе лётных часов и посадок данного авиалайнера в период эксплуатации нет.

## Экипаж
Ан-2 пилотировал экипаж из Горьковского авиаотряда, в состав которого входили 2 человек:
- Командир воздушного судна (КВС) — А. В. Пугачёв;
- Второй пилот — В. Г. Сальков.

## Катастрофа
1 мая 1989 года из Сеченово вылетает Ан-2Р борт СССР-70225, выполняющий агитационный полёт над площадью села, в ходе которого разбрасывал листовки во время Первомайских праздников. Также на борту находились авиатехник и два тракториста, которых экипаж взял покатать. Сам полёт совершался по просьбе местных органов власти, а взлёт осуществлялся с оперативной точки авиационно-химических работ. При этом экипаж не имел плана полёта и не проходил соответствующей подготовки.
Пилоты сделали первый проход над площадью, где проходила демонстрация. Однако после него экипажу показалось, что сильный порывистый ветер сносит листовки в сторону, поэтому приняли решение опуститься до меньшей высоты. В результате при втором заходе Ан-2 снизился до очень малой высоты. Затем экипаж начал выполнять крутой вираж с креном 45°, когда в условиях порывистого ветра самолёт ударился о верхушки деревьев и врезался в землю, после чего разрушился и сгорел. Оба пилота и три пассажира на борту погибли. Также сгорел стоящий у места катастрофы деревянный торговый ларёк. На земле никто не погиб.

## Причина
Согласно заключению комиссии, причиной катастрофы стали серьёзные недостатки в организации работы экипажа и его грубая недисциплинированность. Помимо этого, командир экипажа выполнял полёт в нетрезвом состоянии.